# Allium lojaconoi
Allium lojaconoi ist eine Pflanzenart der Gattung Lauch aus der Familie der Amaryllisgewächse (Amaryllidaceae). Die Art ist ausschließlich auf Malta heimisch.

## Beschreibung
Allium lojaconoi ist eine ausdauernde Zwiebelpflanze. Sie ist ausgesprochen zierlich und nur 5 bis 10 Zentimeter hoch. Blütezeit ist der Sommer. Der Blütenstand ist locker kopfig, die vier bis zwölf gestielten Blüten sind braun-purpurn bis pinkfarben, die sechs Blütenhüllblätter weisen mittig je einen dunklen Streifen auf.
Die Chromosomenzahl beträgt 2n = 16.

## Verbreitung
Allium lojaconoi ist ausschließlich auf Malta heimisch, wo sie felsige Standorte in Tälern besiedelt. Die Art ist selten.

## Systematik und botanische Geschichte
Die Art wurde 1982 von Salvatore Brullo, E. Lanfranco und Pietro Pavone erstbeschrieben. Sie wird innerhalb der Gattung in die Untergattung Allium, Sektion Brevispatha gestellt.

## Nachweise
1. 1 2  Hans Christian Weber, Bernd Kendzior: Flora of the Maltese Islands - A Field Guide, 2006, ISBN 3-8236-1478-9, S. 40
2. ↑   Tropicos.
3. ↑  Eintrag zur Art in The International Plant Names Index, 2008, Online, letzter Zugriff am 2. April 2010
4. ↑  Giuseppina Bartolo, Salvatore Brullo, Pietro Pavone: Allium lopadusanum (Liliaceae), a New Species from Lampedusa (Sicily). In: Willdenowia. Band 16, Heft 1, 1986, S. 89–93.